# Општина Вевчани
Општина Вевчани је једна од 13 општина Југозападног региона у Северној Македонији. Седиште општине и једино насеље у општини је село Вевчани.

## Положај
Општина Вевчани налази се у југозападном делу Северне Македоније и гранична је према Албанији ка западу. Као површински најмања општина у земљи (изузимајући градске општине Скопља) општина Вевчани је са севера, истока и југа окружена општином Струга.

## Природне одлике
Рељеф: Општина Вевчани се налази северзападно до Охридског језера, у области Дримкол. Место се налази на првим падинама планине Јабланице, док се источно од насеља пружа Струшко поље.
Клима у општини влада оштрија варијанта умерене континенталне климе због знатне надморске висине.
Воде: У општини нема већих водотока, а сви они су притоке Црног Дрима.

## Становништво
Општина и село Вевчани имала је по последњем попису из 2002. г. 2.433 ст. Општина је густо насељена.
Национални састав по попису из 2002. године био је:
|           | Број  | Постотак |
| Укупно    | 2.433 | 100%     |
| Македонци | 2.419 | 99,4%    |
| остали    | 14    | 0,6%     |

## Насељена места
У општини постоји само једно сеоско насеље, седиште општине Вевчани.